# Yokosuka MXY8
Yokosuka MXY8 Akigusa (jap. 秋草; dosł. Jesienna trawa) – japoński szybowiec wojskowy służący jako maszyna szkoleniowo-treningowa dla pilotów samolotu rakietowego Mitsubishi J8M.

## Tło historyczne
W 1944 w Japonii rozpoczęto prace nad myśliwcem o napędzie rakietowym, początkowo planowano, że miała być to kopia niemieckiego Messerschmitt Me 163, ale z powodu trudności z otrzymaniem materiałów dotyczących tego samolotu (płynący do Japonii U-boot z jego planami został zatopiony) zdecydowano się na zaprojektowanie własnej konstrukcji inspirowanej niemieckim samolotem. Budowa Mitsubishi J8M była wspólnym projektem Sił Lotniczych Cesarskiej Armii Japonii i Marynarki Wojennej. Równolegle z myśliwcem rakietowym zaprojektowano szybowiec, który miał służyć do treningu pilotów.

## Opis konstrukcji
Yokosuka MXY8 Akigusa był jednoosobowym szybowcem o konstrukcji mieszanej. Zewnętrznie szybowiec był prawie identyczną kopią Mitsubishi J8M. Wersje produkcyjne szybowca miały balast wodny, aby zbliżyć go wagą do myśliwca, który miał naśladować.

## Historia
Pierwszy prototyp szybowca został ukończony w grudniu 1944 i został on przetransportowany na lotnisko Hyakurigahara w prefekturze Ibaraki. Na pierwszy lot szybowiec był holowany samolotem Kyūshū K10W, za sterami szybowca zasiadał komandor podporucznik Toyohiko Inuzuka. Pomimo nietypowej, bezogonowej konstrukcji właściwości pilotażowe szybowca zostały określone jako dobre. Po oblataniu konstrukcji zbudowano jeszcze dwa dodatkowe prototypy, z czego jeden został przekazany do Rikugun Kokugijutsu Kenkyujo.
Produkcja seryjna szybowca rozpoczęła się w 1945, wersja Armii była produkowana w zakładach Yokosuka, a wersja Marynarki Wojennej (Ku-13 Shusui) w zakładach Yokoi Koku KK.
W niektórych publikacjach oznaczenie MXY8 jest mylnie nadawanie broni kamikaze Yokosuka MXY7.